# Lough Leane
Der Lough Leane (irisch Loch Léin; deutsch „See des Lernens“) ist der mit Abstand größte der drei Seen im Killarney-Nationalpark im County Kerry im Südwesten der Republik Irland. Die weiteren Seen sind der Muckross Lake (oder Middle Lake) und der Upper Lake.
Der Lough Leane umfasst etwa 19 km²; die drei Seen zusammen kommen auf eine Fläche von 22 km². Über den River Laune entwässert dieser in die Dingle Bay.
Im Lough Leane liegt die Klosterinsel Innisfallen Island mit der Innisfallen Abbey aus dem 7. Jahrhundert; der Name des Sees leitet sich vielleicht von den unterstellten Klosteraktivitäten her. Auf Ross Island, einer früheren weiteren Insel auf der östlichen Seite des Sees, fand bereits in der Bronzezeit der Abbau von Kupfererz statt. Es sind die ältesten bekannten Kupferminen auf den Britischen Inseln.
Am Ostufer des Lough Leane liegt direkt am See mit der ehemaligen Festung Ross Castle ein weiteres Zeugnis irischer Geschichte und in etwa 2,5 km Entfernung vom See mit Killarney die touristisch geschäftigste Stadt im Südwesten Irlands. Weiter westlich erstreckt sich am Nordufer des Sees bis auf die Höhe von Fossa einer der exklusivsten Golfplätze Irlands. Am gegenüberliegenden Seeufer befindet sich 5 km von Killarney entfernt die Muckross Abbey aus dem 15. Jahrhundert.